# Phenatoma zealandicum
Phenatoma zealandicum is een slakkensoort uit de familie van de Borsoniidae. De wetenschappelijke naam van de soort is voor het eerst geldig gepubliceerd in 1877 door E. A. Smith.